# Campionati mondiali di sollevamento pesi Parigi 1905
I Campionati mondiali di sollevamento pesi 1905, 8ª edizione della manifestazione, si disputarono a Parigi il 16 e il 30 dicembre 1905.

## Titoli in palio
Si assegnarono titoli nelle tre categorie sotto elencate.
| Categoria    | Eventi      |
| ------------ | ----------- |
| Pesi leggeri | 67.5 kg     |
| Pesi medi    | 80 kg       |
| Pesi massimi | Oltre 80 kg |

## Risultati
| Evento      | Oro              | Oro   | Argento             | Argento | Bronzo            | Bronzo |
| ----------- | ---------------- | ----- | ------------------- | ------- | ----------------- | ------ |
| 67,5 kg     | Pierre Buisson   | 360,0 | Charles Liebault    | 350,0   | Marcel Boutellier | 345,0  |
| 67,5 kg     | Pierre Buisson   | 360,0 | Charles Liebault    | 350,0   | Robert Fredon     | 345,0  |
| 80 kg       | André Dufour     | 425,0 | Michel Blayac       | 395,0   | Roger Morbu       | 390,0  |
| Oltre 80 kg | Émile Schweitzer | 470,0 | Jean-Pierre Péchaud | 435,0   | Gustave Laqueille | 400,0  |

## Medagliere
| Posiz. | Nazione | Oro | Argento | Bronzo | Totale |
| ------ | ------- | --- | ------- | ------ | ------ |
| 1      | Francia | 3   | 3       | 4      | 10     |
| Totale | Totale  | 3   | 3       | 4      | 10     |